# Захара, Ян
Ян За́хара (словац. Ján Zachara; 27 августа 1928, Тренчин — 2 января 2025, Нова Дубница, Тренчинский край) — чехословацкий боксёр полулёгкой весовой категории, выступал за сборную Чехословакии в конце 1940-х — середине 1950-х годов. Чемпион летних Олимпийских игр в Хельсинки, чемпион национального первенства, участник многих международных турниров и матчевых встреч. Также известен как тренер по боксу.

## Биография
Ян Захара родился 27 августа 1928 года в городе Тренчин. На международной арене дебютировал в возрасте восемнадцати лет, когда принял участие в матчевых встречах со сборными Польши, Югославии и СССР. В 1947 и 1948 годах становился чемпионом Чехословакии в лёгкой и полулёгкой весовых категориях соответственно. Нельзя точно сказать, боксировал ли он на проходивших тогда чемпионатах Европы, известно лишь, что ни одной медали на этих первенствах он не выиграл.
Наиболее успешным в его боксёрской карьере оказался 1952 год, когда он побывал на летних Олимпийских играх в Хельсинки, одолел там всех своих соперников в полулёгком весе и завоевал тем самым золотую медаль. За это достижение удостоен почётного звания «Заслуженный мастер спорта Чехословакии».
Став олимпийским чемпионом, Захара продолжил выходить на ринг в составе национальной сборной, принимая участие во всех крупнейших международных турнирах. Так, в 1955 году он выступал на чемпионате Европы в Западном Берлине, но уже во втором матче потерпел поражение от англичанина Томаса Николса. Также в 1956 году прошёл квалификацию на Олимпийские игры в Мельбурн, однако успех четырёхлетней давности повторить не смог — в четвертьфинале проиграл перешедшему в полулёгкий вес финну Пентти Хямяляйнену.
Захара оставался действующим спортсменом вплоть до 1958 года, тем не менее, в последнее время уже не показывал сколько-нибудь значимых результатов. После завершения спортивной карьеры в течение довольно долгого времени работал тренером по боксу, в 1972 году получил звание заслуженного тренера своей страны.
Захара умер 2 января 2025 года в возрасте 96 лет. На момент смерти он был старейшим из ныне живущих олимпийских чемпионов из Словакии.